# Britské listy

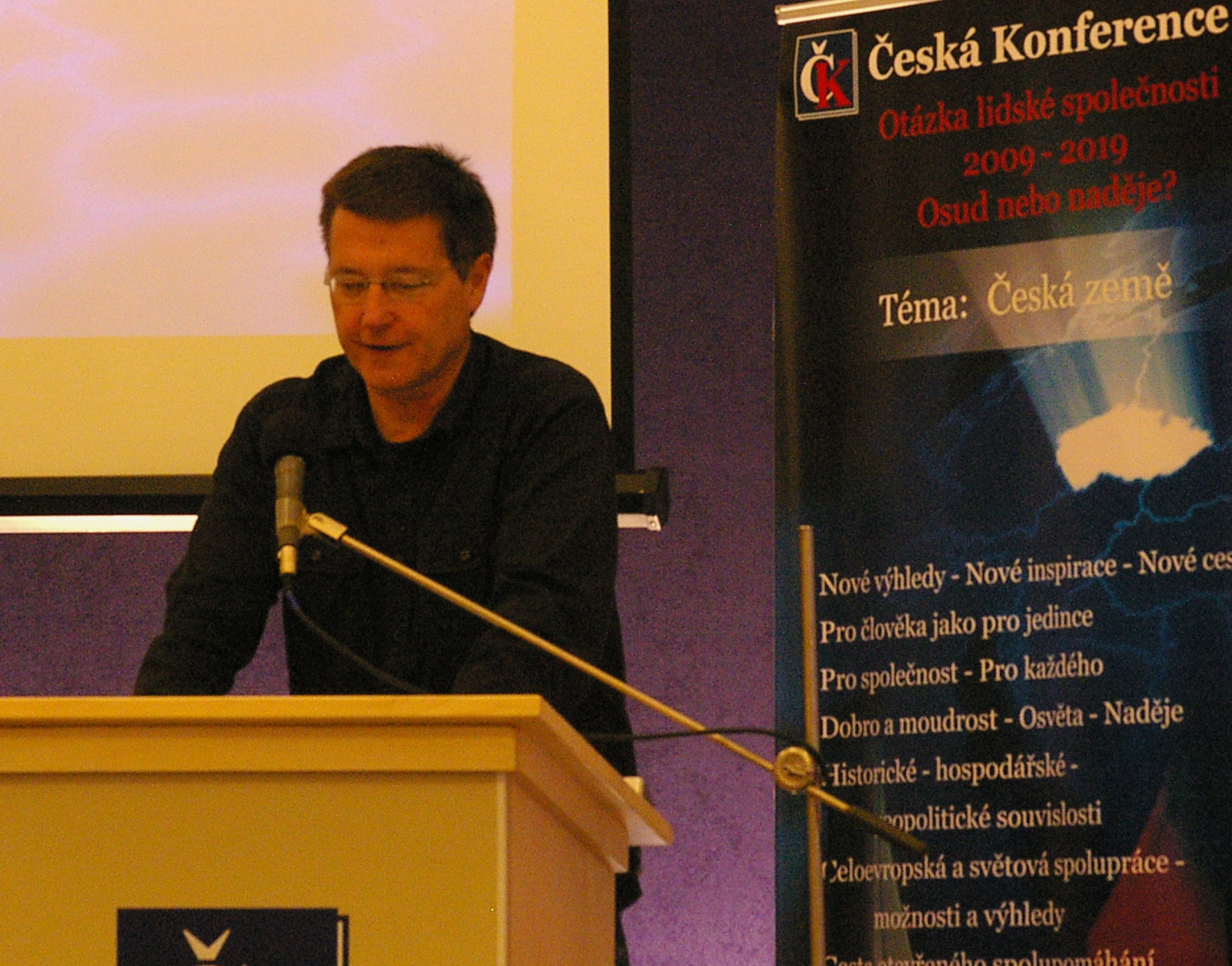
Jan Čulík bei einer Konferenz (2010)

Britské listy (deutsch: Britische Blätter) ist eine tschechischsprachige Internetzeitung für Politik und Kultur, dem eigenen Verständnis für Themen, über die man in tschechischen Medien ungerne berichtet. Die Zeitung wird als seriös bezeichnet.

## Geschichte
Das Portal wurde im Juli 1996 durch den Publizisten Jan Čulík, der an der University of Glasgow lehrt, gegründet. Er blieb bis heute der Chefredakteur, seit 2001 ist der Herausgeber jedoch die Vereinigung Občanské sdružení Britské listy mit Karel Dolejší als Chefredakteur für Tschechien.
Britské listy versuchen gezielt die internationalen Themen dem tschechischen Leser zu vermitteln. Zu den häufig in Britské listy zitierten oder übersetzten Zeitungen gehören The Guardian, Independent, Washington Post, New York Times und andere. Zu den tschechischen Medien beziehen sie oft eine kritische Stellung. Während es 2006 täglich etwa 15.000 bis 18.000 Zugriffe auf die 30.000 bis 50.000 Seiten gab, waren es 2011 etwa 82.530 Zugriffe täglich. Das Portal gehört damit zu den viel gelesenen Internetzeitungen in Tschechien.